# Apronii
Légende :
♦Patricien, ♦Plébéien, ♦Consulaire, ♦Sénatorial, ♦Équestre
Gens et Liste des gentes romaines
Les Apronii sont les plébéiens membres de la gens romaine Apronia. Le premier des Apronii à atteindre une fonction importante est Caius Apronius, tribun de la plèbe en 449 av. J.-C. Aucun des Apronii n'atteint le consulat avant le début du Ier siècle apr. J.-C.

## Branches etcognomina
Le seul cognomen connu pour la gens Apronia est Caesianus, porté par le consul de 39 apr. J.-C. Il dérive probablement du nomen de la gens Caesia, ce qui pourrait signifier que le consul est issu du mariage d'un Apronius avec une Caesia.

## Principaux membres

### Sous la République
- Caius Apronius, tribun de la plèbe en 449 av. J.-C.
- Cnaeus Apronius, édile en 267 av. J.-C. L'année suivante, accusé d'avoir molesté des députés que la ville d'Apollonie a envoyé à Rome, il est remis aux Apolloniates sur décision du Sénat par l'intermédiaire des Fétiaux[a 1]. Il est par la suite libéré et revient à Rome[a 2].
- Quintus Apronius, chef des décimateurs (decumani) en Sicile durant la propréture de Caius Licinius Verres. Dans son discours In Verrem, Cicéron prétend que Verres et Apronius, qu'il décrit comme arrogant, vicieux et débauché, couvrent les agriculteurs siciliens d'injustices criantes, ces derniers se trouvant obligés de donner aux décimateurs plusieurs dîmes au lieu d'une, leur restant quelquefois à peine la dîme de leur récolte[a 3].

### Sous l'Empire
- Lucius Apronius, consul suffect en 8 apr. J.-C., proconsul en Afrique et propréteur en Germanie inférieure.
  - Apronia, fille du précédent, assassinée par son époux Marcus Plautius Silvanus, consul en 2 av. J.-C.[a 4]
  - Apronia, sœur de la précédente, épouse de Cnaeus Cornelius Lentulus Gaetulicus, consul en 26 apr. J.-C.[a 5]
  - Lucius Apronius Caesianus, frère de la précédente, consul en 39[a 6]

## Pour approfondir